# III. Gergely pápa
III. Szent Gergely OSB (latinul: Gregorius), (Szíria, ? – Róma, 741. november 28.) Szent Péter trónjára a történelem folyamán 90.-ként 731. február 11-én lépett. Pontifikátusa alatt igyekezett elődje politikájának megfelelően cselekedni. Zsinaton ítélte el a bizánci császár képrombolását, ezzel még inkább eltávolítva Róma és Konstantinápoly politikáját egymástól. Ő volt az utolsó pápa, aki megválasztását a ravennai exarchával illetve a bizánci császárral megerősíttette. Jó kapcsolatokat épített ki a frankokkal, térítőket küldött a germánokhoz, viszont a longobárdok királyával, Liutpranddal szembekerült. Ferenc megválasztásáig az utolsó pápa, aki Európa területén kívül született.

## Élete
Szír származású volt, apját Jánosnak hívták. Családjával ők is az arab hódítók elől menekültek Itáliába. Gergely itt járta iskoláit, majd bencés szerzetes lett. Adományaival, törődésével a rómaiak között is nagy népszerűségnek örvendett. 731. február 11-én II. Gergely pápa temetésén a nép közfelkiáltásra választotta meg a keresztény egyház élére. Felszentelésére még március 18-áig várni kellett, ugyanis Gergely ravennai megerősítésére várt. Az exarchának akkoriban pedig elég sok dolga volt, ugyanis a longobárdok feldúlták és el is foglalták a császári székhelyt. Csak a pápa rábeszélésére, no meg némi fizetség hatására vonultak ki Ravennából.
Gergely nem tétlenkedett trónján, és azonnal levelet írt a császárnak, III. Leónak, amelyben arra kérte az uralkodót, hogy hagyjon fel a képrombolással. Miután nem érkezett válasz üzenetére, 731 novemberében zsinatot hívott össze Rómában, ahol elítélték a képrombolást, és azt eretnekségnek minősítették. Amikor a zsinat döntései elértek Konstantinápolyba, Leó őrjöngött a dühtől, és ugyan letett arról a szándékáról, hogy rendeletét Rómában is végrehajtsák, de az összes itáliai provinciáját, Illíriát és Görögországot is kiszakította a római patriarchátusból, és ezeket a területeket a konstantinápolyi pátriárka hatáskörébe helyezte át. Gergely válaszul feladta Ravenna védelmét, így 733-ban a székhely végleg longobárd uralom alá került, és pontifikátusa alatt feltűnő tisztelettel viselkedett a szentképek és egyéb relikviák felé.
Gergely több érseki palliumot is adományozott. Az elsők között volt Grado érseke, aki az aquileiai egyházmegye egyik vezetője volt. A palliumot megkapta Egbert, York érseke is, ugyanúgy, mint Tatwine 731-ben majd később Nothelm 736-ban mint canterburyi érsek. 732-ben Szent Bonifácot, a germánok hittérítőjét emelte érseki rangra, majd 737-ben teljhatalommal ruházta fel a germániai egyházszervezet felépítésére.
Uralmának utolsó szakaszában védekezésre kényszerült a támadó longobárdokkal szemben. Sietve befejezte a város falainak megépítését, és pénzért visszavásárolta Gallesét, egy Rómát védő erődöt Transamund spoletói hercegtől. Amikor 739-ben Liutprand király újra seregei élére állt, végleg eltörölte a Ravennai Exarchátust, és dél felé nyomult seregeivel, hogy megerősítse hatalmát a beneventói és spoletoi, valamint a római hercegségben. A pápa szövetségesei ezen hercegek voltak, viszont a túlerő elől Transamund az örök városba menekült.
Gergely elérkezettnek látta az időt arra, hogy ismét felvegye a kapcsolatot a frankok udvarnagyával, Martell Károllyal, akinek 732-es poitiers-i győzelmét kirobbanó lelkesedéssel üdvözölte. Azonban a frankok seregei továbbra is készenlétben álltak a Pireneusoknál. 739-ben a frankok alkirálya Rómába érkezett követként, hogy hitesküt tegyen a pápánál, és hogy elmondja seregeik leterheltségét. Ezután a rómaiak magukra maradtak, és Liutprand seregei egyre közelebb nyomultak a régi fővároshoz.
Ebben a felfordulásban érte őt a halál, 741. november 28-án. Hamvait a Szent Péter-bazilikában temették el, abban a szentélyben, amelyet maga emeltetett. Szentként tisztelik, ünnepét november 28-án tartják.

## Művei
- Documenta Catholica Omnia (latin nyelven). (Hozzáférés: 2011. december 6.)